# Франц Лехар
Ференц Лехар (често изписван по аналогия от немски като Франц Лехар) (на унгарски: Lehár Ferenc, на немски: Franz Lehár) е унгарски и австрийски композитор и диригент, известен най-вече със своите оперети. Роден е в Комаром (дн. Комарно в Словакия).

## Признание
- Избран е за почетен гражданин на Шопрон през 1940 г.
- През 1940 г. Хитлер го отличава с Гьотевия медал за изкуство и наука.

## Произведения

### Оперети
Някои от оперетите (ок. 30) на Лехар включват:
- Веселата вдовица
- Граф фон Люксембург
- Ева
- Циганска любов
- Синята мазурка
- Фраскита
- Най-после самичка
- Кло-Кло
- Джудита
- Страната на усмивките

### Опери
Лехар е автор на една опера – Кукушка.